# Partitura (Enric Granados)
Partitura és una partitura sense títol signada pel compositor i pianista català Enric Granados, datada del 1894, forma part del Fons de la Diputació de Girona que es troba al Museu d'Art de Girona. Es tracta d'una petita composició per a piano i veu, que restà inèdita fins a l'any 1998 que va ser recuperada i estudiada.
La peça presenta l'escriptura autògrafa de l'autor i a més hi consta una dedicatòria «A mi queridísimo Isaac», en referència al també compositor i pianista Isaac Albéniz. El document esdevé un testimoni de primera mà sobre l'afectuosa relació que va unir durant molts anys aquestes dues figures cabdals de la música catalana.

## La relació d'Enric Granados amb Isaac Albéniz

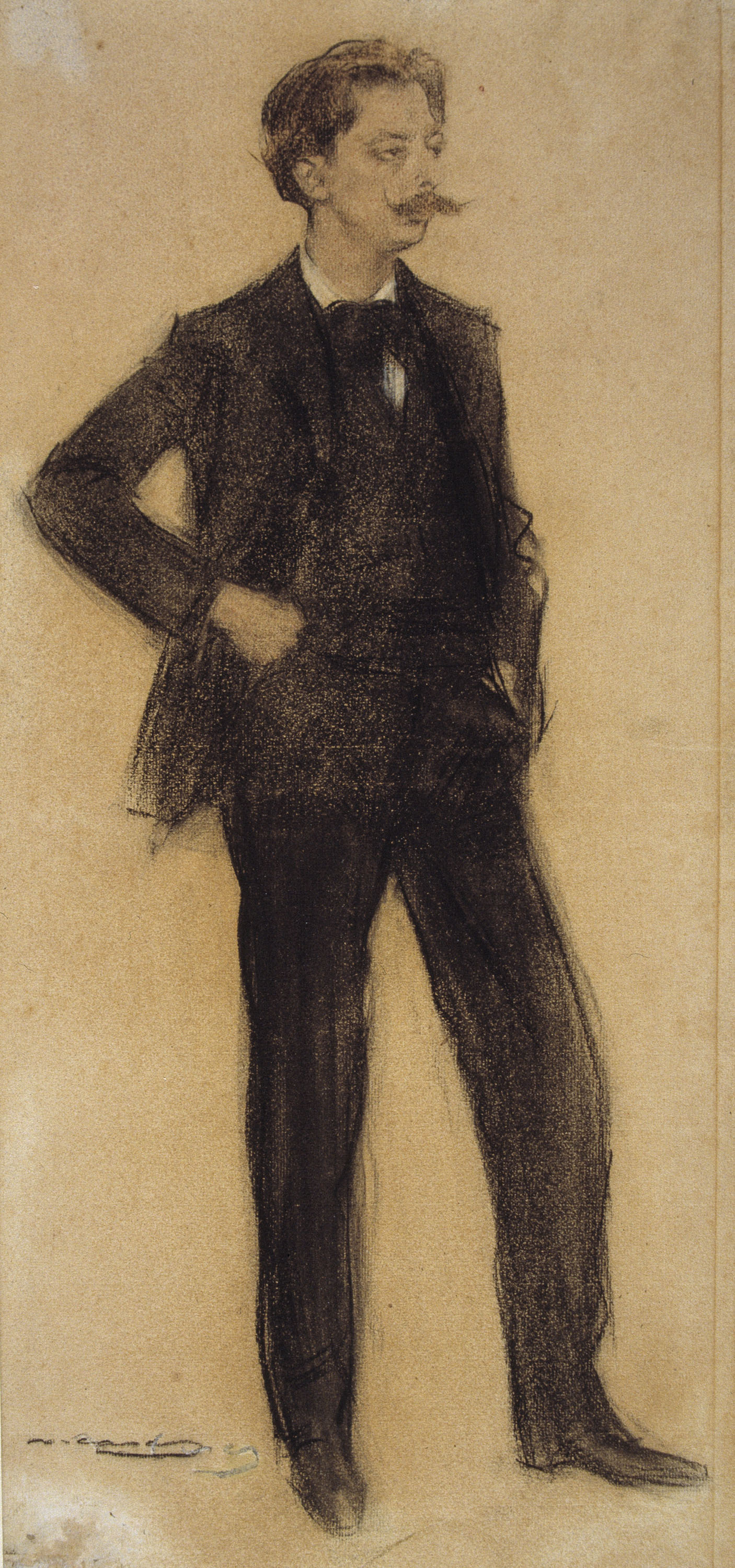
Enric Granados vist per Ramon Casas (MNAC).

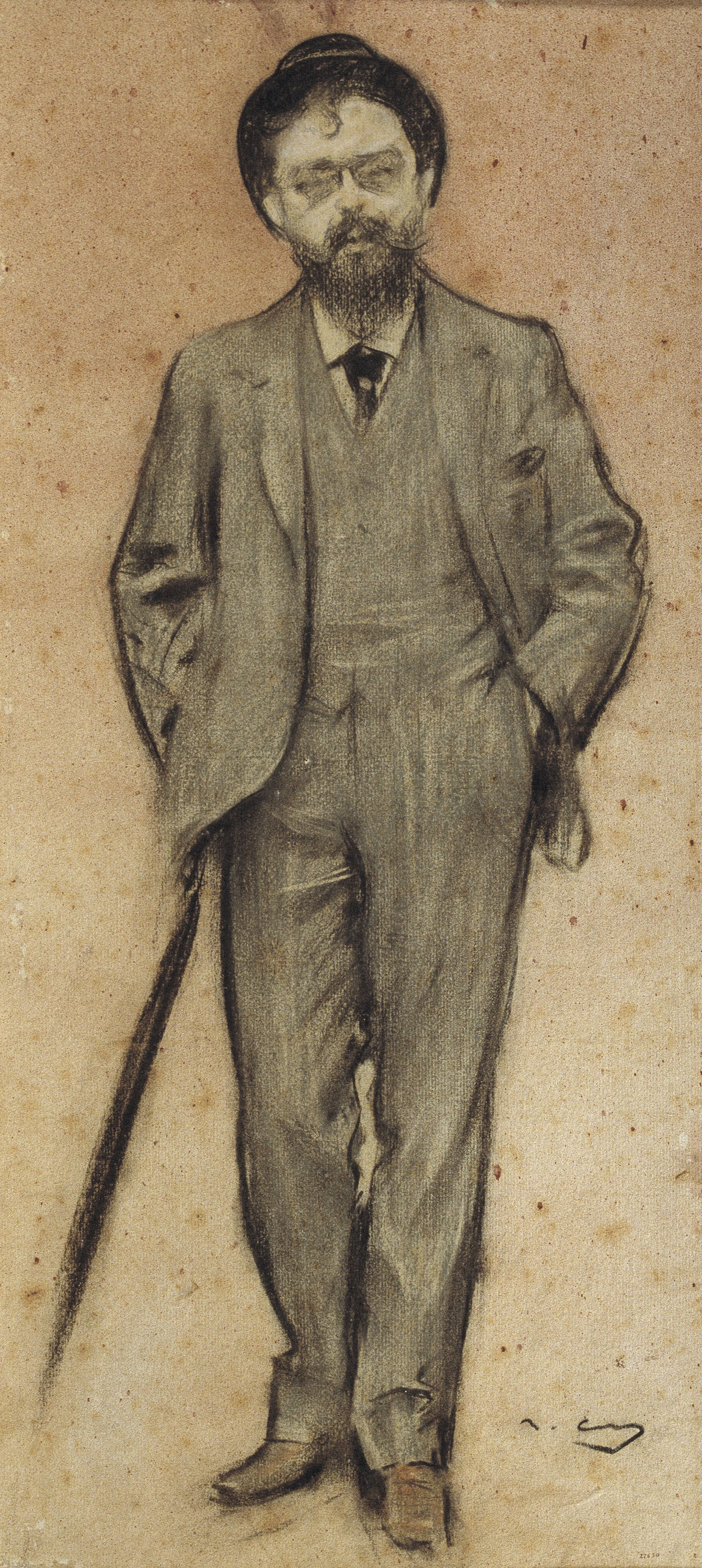
Albéniz vist per Ramon Casas (MNAC).

Tant Enric Granados com Isaac Albéniz, malgrat les seves diferències estilístiques i de trajectòria vital, formen part del que s'ha anomenat "escola catalana moderna". Isaac Albéniz concretament, després d'una etapa de formació a Barcelona i París, havia iniciat una precoç i dificultosa vida itinerant com a pianista que, al llarg de la dècada de 1870 i els primers 80 l'havia de portar per diferents països tant d'Europa com d'Amèrica. Finalment, el 1883 va establir-se a Barcelona, on va rebre classes de composició per part de Felip Pedrell. Tot just començada la dècada de 1890, Albéniz i Granados es troben a Barcelona.
L'ambient barceloní del moment els portà a conèixer el que després serien personalitats que marcarien tota una època. Ho reflecteixen les seves amistats, entre les quals destaca la de Fernández Arbós, Dukas i els pintors modernistes Ramon Casas o Santiago Rusiñol. L'amistat entre Granados i Albéniz va perdurar fins als últims dies d'aquest darrer. Es coneix la visita que li va fer Granados poc abans que morís el qual li va tocar la barcarola Mallorca, que era una petita peça concebuda durant un viatge fet per ells dos a les Balears, una mena de recordar sense dir res.

## Context
En la darreria del segle xix i principis del XX a Barcelona, ambdós músics, van viure l'empenta dels principals artífexs del modernisme pictòric, així com el moment més dolç de la puixança de l'activitat musical de la ciutat.
Granados desplegà la seva carrera de concertista entre 1890 i 1892, i va reaparèixer el 1895 com a solista en la Simfonia sobre un cant montanyenc francès, de Vincent d'Indy, amb la Societat Catalana de Concerts, dirigida per Antoni Nicolau. El 14 de novembre del mateix any fou el solista de Rapsòdia Espanyola, que havia compost Albéniz el qual va efectuar les funcions de director, en un concert on també van intervenir Nicolau i Enric Morera.
És en aquest interval cronològic que se situa la partitura. Com a fet insòlit cal destacar que presenta la particularitat d'aparèixer datada, un fet del tot infreqüent en Granados (que tampoc solia posar la C. del segon cognom) que ocasiona molts problemes als estudiosos. Aquest detall no és casual i té molt a veure amb la gènesi d'aquest petit fragment musical, signat a Madrid el 28 d'octubre de 1894. Només dos dies abans, Isaac Albéniz, que vivia a la capital de l'Estat des de 1893, havia estrenat la sarsuela en un acte San Antonio de la Florida i podem deduir que el seu company i amic Granados va assistir-hi.

## La partitura
La breu dotzena de compassos amb què Granados va obsequiar Albéniz s'han d'entendre com una penyora d'amistat i de record de les hores passades conjuntament a Madrid en ocasió de l'estrena. Això explica, a més de la consignació de la data, el fet que Enric Granados dibuixés ell mateix els pentagrames sobre una làmina de paper, en lloc d'escriure la música sobre pautes impreses, com hauria fet si es trobés treballant a casa amb tranquil·litat.
Resta encara, però, la identificació de les notes que componen l'inici d'aquesta serenata per a veu solista amb acompanyament de piano, que no es troba localitzada en cap de les obres conegudes de l'autor.
En la mateixa construcció musical, tot i la brevetat, s'hi pot veure el segell personalíssim de Granados, amb la típica introducció a càrrec del piano sol. Hi ha una distinció clara entre acompanyament i melodia, i el text té un caire que ens transporta directament a la majoria d'obres vocals del seu repertori:
| « | Niña de mis amores oye la triste canción del que te adora niña de mis amores | » |

## Incògnites a resoldre
Es tracta d'un simple apunt o d'una inspiració momentània? La indicació «etc.» del final va tenir continuació algun dia? Es tracta d'una tonada popular recollida per l'autor i harmonitzada segons el seu propi llenguatge artístic? De moment, la resposta a tots els interrogants resta en el terreny de la hipòtesi. Cal considerar-lo un fragment inèdit (molt treballat per ser incomplet), que ens parla amb gran vivesa del ric intercanvi artístic i vital que va unir fins al 1909 (any que mor Albéniz) dos artistes singulars i irrepetibles que es fan presents al Museu d'Art.